# ボリス・ルイプキン
ボリス・ルイプキン（ロシア語: Борис Аркадьевич Рыбкин、1899年6月19日 - 1947年10月27日）は、ソ連の職業的諜報員。フィンランドでは、妻のゾーヤ・ヴォスクレセンスカヤと共に夫婦間諜として活動した。

## 経歴
10歳の時から印刷所の見習い工として働く。ロシア革命後、ペトログラード鉱山アカデミーの夜間学校で学ぶ。
1923年から国家保安機関に入り、1931年から対外諜報部で働く。1931年～1934年、イランに派遣され、情報源を開拓したことにより名前入り武器を授与された。その後、フランス、ブルガリア、オーストリアに派遣される。
帰国後、外国課の中央機構で数年間働いた。
1936年、領事ボリス・ヤルツェフ（コードネーム「キーン」）をカバーにして、妻のヴォスクレセンスカヤと共にフィンランドに派遣され、合法業務に従事した。
1938年4月、モスクワに戻り、在フィンランド・ソ連代理公使に任命された。この時、ヨシフ・スターリンは、フィンランド当局と秘密交渉を行い、ドイツ軍のフィンランド駐留を防ぐためにソ・フィン防衛条約を締結し、領土交換を提案することを「キーン」に委任した。
1941年、国家保安人民委員部（NKGB）第1課長。1941年～1943年、駐ストックホルム支局長。
ソ連帰国後、NKGB第4局の課長に任命され、東欧のドイツ占領地へのエージェント・破壊工作員の派遣を監督した。また、ヤルタ会談の組織・実行にも参加し、米英保安機関との連絡官の役割も果たした。
戦後、イリーガルとの連絡回復のためにトルコに派遣。1947年10月27日、チェコスロバキア出張中、プラハ郊外で自動車事故に遭い死亡。